# ملفلان فلوفيناميد
ملفلان فلوفيناميد، المباع تحت الأسماء التجارية بيباكستو وبيباكستي، هو دواء مضاد للسرطان يستخدم لعلاج الورم النقوي المتعدد.
تشمل الآثار الجانبية الأكثر شيوعًا التعب والغثيان والإسهال وارتفاع درجة حرارة الجسم والتهابات الجهاز التنفسي.
تمت الموافقة على استخدام ميلفالان فلوفيناميد طبيًا في الولايات المتحدة في فبراير 2021، وفي الاتحاد الأوروبي في أغسطس 2022.

## الاستخدامات الطبية
قبل أن يسحب من السوق في الولايات المتحدة، كان من الممكن استخدام ملفلان فلوفيناميد بالاشتراك مع ديكساميثازون لعلاج البالغين المصابين بالورم النقوي المتعدد المتكرر أو المقاوم للعلاج، والذين تلقوا أربعة خطوط علاجية سابقة على الأقل والذين يكون مرضهم مقاومًا لمثبط بروتيازوم واحد على الأقل، وعامل تعديل مناعي واحد، وجسم مضاد وحيد النسيلة موجه لـ CD-38.
يُشار إلى ملفلان فلوفيناميد في الاتحاد الأوروبي، بالاشتراك مع ديكساميثازون، حيث يقوم بعلاج البالغين المصابين بالورم النقوي المتعدد الذين تلقوا ثلاثة خطوط علاجية سابقة على الأقل، والذين يكون مرضهم مقاومًا لمثبط بروتيازوم واحد على الأقل، وعامل تعديل مناعي واحد، وجسم مضاد وحيد النسيلة لـ CD38، والذين أظهروا تطور المرض أثناء العلاج الأخير أو بعده.

## الاسْتِقْلاب
يستقلب ملفلان فلوفيناميد عن طريق التحلل المائي للأمينوبيبتيديز وعن طريق التحلل المائي التلقائي على N-خردل.

## الأصل والتطور
ميلفالان فلوفيناميد هو عبارة عن مادة سامة للخلايا معززة بالببتيداز (PEnC) مع توصيل مستهدف داخل الخلايا السرطانية للميلفالان، وهو علاج كيميائي كلاسيكي واسع الاستخدام ينتمي إلى مجموعة من العوامل المؤلكلة التي تطورت منذ أكثر من 50 عامًا. وقد قاموا بتجميع قدر كبير من الخبرة السريرية حول ميلفالان منذ ذلك الحين. طورت العديد من مشتقات الميلفالان، المصممة لزيادة النشاط أو الانتقائية، وتحقق منها في المختبر أو في نماذج حيوانية. صنع ملفلان فلوفيناميد، ويرجع ذلك جزئيًا إلى الخبرة السابقة في كوكتيل الببتيد المؤلكل المسمى Peptichemio

## علم الأدوية
يظهر فلوفيناميد ملفلان بالمقارنة مع ملفلان، نشاطًا أعلى بشكل ملحوظ في المختبر وفي الجسم الحي في العديد من نماذج السرطان البشري. أظهرت دراسة ما قبل السريرية، أجريت في معهد دانا فاربر للسرطان، أن فلوفيناميد ملفلان يحفز موت الخلايا المبرمج في سلالات خلايا المايلوما المتعددة، حتى تلك المقاومة للعلاج التقليدي (بما في ذلك ميلفالان). كما لاحظوا التأثيرات الحيوية في الحيوانات المزروعة، ويعتقد أن النتائج التي أكدها م. تشيسي وزملاؤه - في نموذج فأر فريد من نوعه صمم وراثيًا لورم النخاع المتعدد - يمكن التنبؤ بالفعالية السريرية.

## بناء
يمكن وصف الدواء كيميائيًا على أفضل وجه بأنه إستر إيثيلي لثنائي الببتيد يتكون من ملفلان وحمض أميني 4-فلورو- إل - فينيل ألانين.

## الحركية الدوائية
أظهر التحليل الدوائي لعينات البلازما تكوينًا سريعًا للملفلان؛ حيث تجاوزت التركيزات عمومًا تركيزات فلوفيناميد الملفلان أثناء التسريب المستمر. اختفى فلوفيناميد ملفلان بسرعة من البلازما بعد التسريب، في حين بلغ ميلفالان ذروته عادةً بعد بضع دقائق من نهاية التسريب. يشير هذا إلى أن فلوفيناميد ملفلان يوزع بسرعة وعلى نطاق واسع إلى الأنسجة خارج الأوعية الدموية، حيث يتكون ملفلان ثم يعاد توزيعه إلى البلازما.
من المرجح أن يكون هذا الاختفاء السريع من البلازما بسبب الإنزيمات التحللية. يقوم الإكتوببتيداز المعتمد على Zn(2+) (المعروف أيضًا باسم أمينوببتيداز الألانين ) بتحلل البروتينات والببتيدات باستخدام حمض أميني محايد في الطرف الطرفي الأميني. أمينوبيبتيديز غالبًا ما يعبر عن N بشكل مفرط في الأورام وقد ارتبط بنمو أنواع مختلفة من سرطانات الإنسان مما يشير إلى أنه هدف مناسب للعلاج المضاد للسرطان.

## الآثار السلبية
أجريت تجربة على البشر في المرحلة الأولى، لم يلاحظ فيها أي سمية تحد من الجرعة (DLTs) عند جرعات أقل. بجرعات أعلى من 50 لوحظ نقص العدلات العكسي ونقص الصفيحات الدموية، وكان واضحًا بشكل خاص في المرضى الذين خضعوا لعلاج مكثف مسبقًا. وتشارك معظم العلاجات الكيميائية، بما في ذلك العوامل المؤلكلة بشكل عام، في هذه الآثار الجانبية.

## تفاعلات الأدوية
لم يبلغ عن أي دراسات حول التفاعلات الدوائية. تشير العديد من الدراسات التي أجريت في المختبر إلى أنه يمكن دمج ميلفالان فلوفيناميد بنجاح مع العلاج الكيميائي القياسي أو العوامل المستهدفة.

## الفعالية العلاجية
في تجربة المرحلة 1/2، في مرضى الأورام الصلبة المقاومين للعلاج القياسي، أظهر تقييم الاستجابة استقرار المرض في غالبية المرضى. في مرضى الورم النقوي المتعدد المتكرر والمقاوم للعلاج، لوحظ نشاط واعد في مرضى الورم النقوي المتعدد المتكرر المقاوم للعلاج الذين عولجوا مسبقًا بجرعات عالية حيث فشلت العلاجات التقليدية؛ وكان متوسط البقاء الخالي من التقدم 9.4 شهرًا وكانت مدة الاستجابة 9.6 شهرًا.

## تاريخ
قيمت الفعالية في HORIZON (NCT02963493)، وهي تجربة أحادية الذراع متعددة المراكز. كان مطلوبًا من المرضى المؤهلين أن يكونوا مصابين بسرطان النخاع المتعدد المقاوم للعلاج. تلقى المرضى دواء ملفلان فلوفيناميد 40 ملجم عن طريق الوريد في اليوم الأول و ديكساميثازون 40 ملجم عن طريق الفم (20 ملجم للمرضى الذين تبلغ أعمارهم ≥75 عامًا) في اليوم الأول والثامن والخامس عشر والثاني والعشرين من كل دورة مدتها 28 يومًا حتى تطور المرض أو السمية غير المقبولة. قيمت الفعالية في مجموعة فرعية من 97 مريضًا تلقوا أربعة خطوط علاجية سابقة أو أكثر وكانوا مقاومين لمثبط بروتوزوم واحد على الأقل، وعامل تعديل مناعي واحد، وجسم مضاد موجه لـ CD38. وافقت إدارة الغذاء والدواء الأمريكية (FDA) على عقار ميلفالان فلوفيناميد بناءً على الأدلة المستمدة من تجربة سريرية أجريت على 157 شخصًا بالغًا مصابين بالورم النقوي المتعدد. أجريت التجربة في 17 موقعًا في أربع دول في إسبانيا وفرنسا وإيطاليا والولايات المتحدة.
منحت إدارة الغذاء والدواء الأمريكية طلب الحصول على عقار ملفلان فلوفيناميد بموجب برنامج المراجعة الأولية وبرامج الأدوية اليتيمة.
في أكتوبر 2021، أعلنت شركة Oncopeptides AB سحب Pepaxto من السوق الأمريكية بعد أن أظهرت بيانات تجربة OCEAN عدم وجود تحسن من حيث البقاء على قيد الحياة بشكل عام مقابل بوماليدوميد في مجموعة ITT (19.8 شهرًا في مجموعة ملفلان فلوفيناميد مقابل 25.0 شهرًا في مجموعة بوماليدوميد، معدل الخطر 1.10، 95% CI 0.85-1.44، ص = 0.47).

## المجتمع والثقافة

### الوضع القانوني
اعتمدت لجنة المنتجات الطبية للاستخدام البشري (CHMP) في يونيو 2022، التابعة لوكالة الأدوية الأوروبية (EMA) رأيًا إيجابيًا، حيث أوصت بمنح ترخيص تسويق للمنتج الطبي Pepaxti، المخصص لعلاج الورم النقوي المتعدد. مقدم الطلب لهذا المنتج الطبي هو Oncopeptides AB. وافق الاتحاد الأوروبي على استخدام ملفلان فلوفيناميد طبيًا في أغسطس 2022.

### الأسماء
ميلفالان فلوفيناميد هو الاسم الدولي غير المملوك (INN).

## روابط خارجية
- موقع التجارب السريرية NCT02963493 A Study of Melphalan Flufenamide (Melflufen) in Combination With Dexamethasone in Relapsed Refractory Multiple Myeloma Patients (HORIZON)